# 冯毋择
冯毋择（前3世纪？—前184年），战国时期韩国上党郡守冯亭的后人，秦始皇时代的将军，先后封为五大夫、卿、武信侯。
前225年，有名叫“学”的十五岁少年假冒“五大夫冯将军毋择”的儿子冯癸，想在南阳郡胡阳县（今南阳市唐河县湖阳镇）诈骗钱粮若干逃亡楚国，被官员识破并判罪。当年冯毋择爵位已升为“卿”，办案官员因在文书中误用“五大夫”称呼冯毋择，受到了“赀一盾”的处罚。
前219年，冯毋择随秦始皇巡游琅琊台，琅琊刻石列出当时随秦始皇东巡秦朝的官员：列侯武城侯王离、列侯通武侯王贲、伦侯建成侯赵亥、伦昌侯武侯成、伦侯武信侯冯毋择、丞相隗状、丞相王绾、卿李斯、卿王戊、五大夫赵婴、五大夫杨樛。
前209年冬（或为前208年年初）于丰邑冯毋择从汉高帝妻兄吕泽，任职郎中。汉军彭城之战惨败，汉高帝前往砀郡汇合吕泽部队。荥阳之战中，冯毋择力战保卫吕泽离开荥阳。
冯毋择的儿子冯敬，秦朝灭亡后为魏王豹骑将。前205年，汉军灭西魏，冯敬被俘降汉。冯敬日后在汉文帝时任御史大夫，曾与丞相周勃，太尉灌婴等共同诋毁贾谊。冯敬最后于汉景帝时任雁門太守时与匈奴作战战死。
前188年，汉惠帝去世，当时冯毋择担任郎中令，太后吕雉临朝称制，想要封诸吕为侯，先将与吕泽关系密切的冯毋择封为博成侯做烟幕，以回应反对声音。前184年，冯毋择去世，谥为博成敬候，由他的儿子冯代继任博成侯爵位，冯代后来于180年因诛吕政变被杀，爵位及封国均被废除。

## 子嗣
- 馮敬[2]
- 馮代，襲漢博成侯。